# Agrilus biguttatus
Espèce
Agrilus biguttatus, l'Agrile du chêne, est une espèce d'insectes de l'ordre des coléoptères et de la famille des buprestidés.

## Distribution
Pratiquement toute l'Europe, du Portugal à la Russie, Afrique du Nord.

## Habitat
Vit sur les vieux chênes, où il se reproduit.